# Album al numero uno della classifica FIMI nel 1995
La presente lista elenca gli album alla posizione numero uno della classifica settimanale italiana Artisti stilata dalla Federazione Industria Musicale Italiana durante il 1995, anno durante il quale la classifica stessa è stata istituita. In particolare, la classifica è stata pubblicata per la prima volta nel mese di marzo, per le vendite relative al periodo tra il 23 febbraio e il 1º marzo 1995, in occasione dell'immissione sul mercato degli album contenenti i brani partecipanti al 45º Festival di Sanremo.

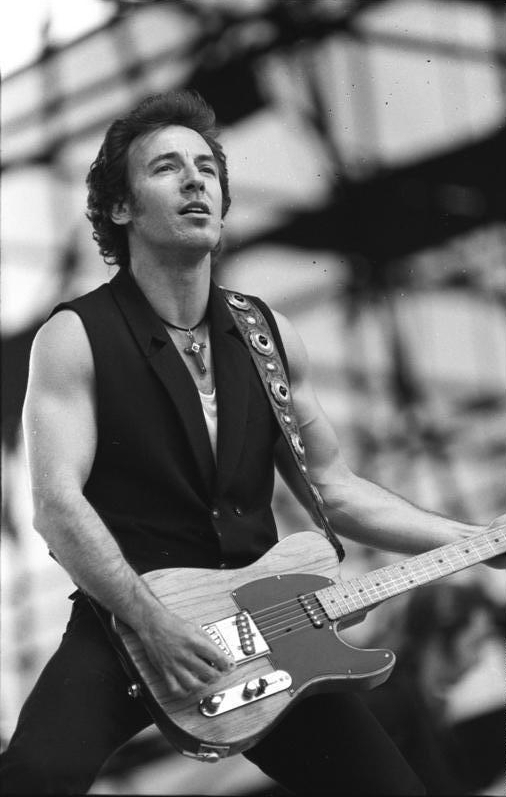
Bruce Springsteen e il suo Greatest Hits furono i primi a debuttare al numero 1 e a inaugurare la classifica

Baglioni nel 1995 ritorna sulle scene con il successo di Io sono qui

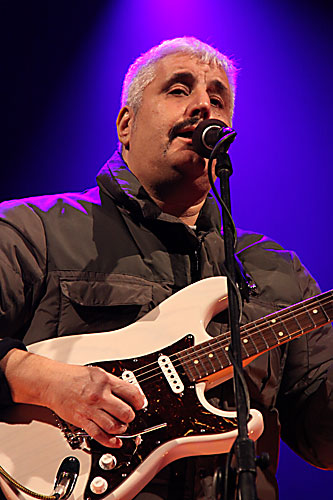
Pino Daniele riscosse grande successo nella classifica album italiana con Non calpestare i fiori nel deserto

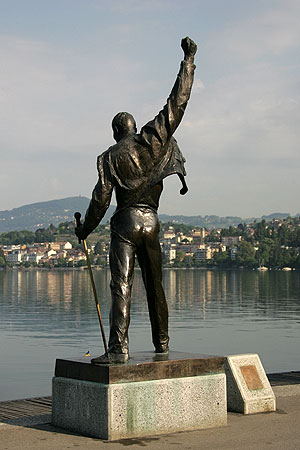
La statua di Freddie Mercury, il frontman dei Queen sulle rive del Lago di Ginevra a Montreux (Svizzera); venne usata per la copertina di Made in Heaven

| Settimana    | Settimana    | Album                                      | Artista             | Settimane consecutive | Settimane totali | Fonte               |
| Inizio       | Fine         | Album                                      | Artista             | Settimane consecutive | Settimane totali | Fonte               |
| ------------ | ------------ | ------------------------------------------ | ------------------- | --------------------- | ---------------- | ------------------- |
| 23 febbraio  | 1º marzo     | Greatest Hits                              | Bruce Springsteen   | 1                     | 1                | [ 1 ] [ 2 ] [ 3 ]   |
| 2 marzo      | 8 marzo      | Le ragazze                                 | Neri per Caso       | 3                     | 3                | [ 1 ] [ 4 ]         |
| 9 marzo      | 15 marzo     | Le ragazze                                 | Neri per Caso       | 3                     | 3                | [ 1 ]               |
| 16 marzo     | 22 marzo     | Le ragazze                                 | Neri per Caso       | 3                     | 3                | [ 1 ]               |
| 23 marzo     | 29 marzo     | Non calpestare i fiori nel deserto         | Pino Daniele        | 5                     | 6                | [ 1 ]               |
| 30 marzo     | 5 aprile     | Non calpestare i fiori nel deserto         | Pino Daniele        | 5                     | 6                | [ 1 ]               |
| 6 aprile     | 12 aprile    | Non calpestare i fiori nel deserto         | Pino Daniele        | 5                     | 6                | [ 1 ]               |
| 13 aprile    | 19 aprile    | Non calpestare i fiori nel deserto         | Pino Daniele        | 5                     | 6                | [ 1 ]               |
| 20 aprile    | 26 aprile    | Non calpestare i fiori nel deserto         | Pino Daniele        | 5                     | 6                | [ 5 ]               |
| 27 aprile    | 3 maggio     | Nobody Else                                | Take That           | 3                     | 3                | [ 1 ]               |
| 4 maggio     | 10 maggio    | Nobody Else                                | Take That           | 3                     | 3                | [ 1 ]               |
| 11 maggio    | 17 maggio    | Nobody Else                                | Take That           | 3                     | 3                | [ 1 ] [ 6 ]         |
| 18 maggio    | 24 maggio    | Non calpestare i fiori del deserto         | Pino Daniele        | 1                     | 6                | [ 1 ] [ 6 ]         |
| 25 maggio    | 31 maggio    | Spirito DiVino                             | Zucchero Fornaciari | 1                     | 5                | [ 1 ]               |
| 1º giugno    | 7 giugno     | Pulse                                      | Pink Floyd          | 1                     | 1                | [ 1 ]               |
| 8 giugno     | 14 giugno    | Spirito DiVino                             | Zucchero            | 1                     | 5                | [ 1 ]               |
| 15 giugno    | 21 giugno    | HIStory: Past, Present and Future - Book I | Michael Jackson     | 1                     | 1                | [ 1 ] [ 7 ]         |
| 22 giugno    | 28 giugno    | Spirito DiVino                             | Zucchero            | 1                     | 5                | [ 1 ] [ 8 ]         |
| 29 giugno    | 5 luglio     | La donna il sogno & il grande incubo       | 883                 | 1                     | 9                | [ 1 ] [ 8 ]         |
| 6 luglio     | 12 luglio    | Spirito DiVino                             | Zucchero            | 1                     | 5                | [ 1 ]               |
| 13 luglio    | 19 luglio    | La donna il sogno & il grande incubo       | 883                 | 8                     | 9                | [ 1 ]               |
| 20 luglio    | 26 luglio    | La donna il sogno & il grande incubo       | 883                 | 8                     | 9                | [ 1 ]               |
| 27 luglio    | 2 agosto     | La donna il sogno & il grande incubo       | 883                 | 8                     | 9                | [ 1 ]               |
| 3 agosto     | 9 agosto     | La donna il sogno & il grande incubo       | 883                 | 8                     | 9                | [ 9 ]               |
| 10 agosto    | 16 agosto    | La donna il sogno & il grande incubo       | 883                 | 8                     | 9                | [ 10 ]              |
| 17 agosto    | 23 agosto    | La donna il sogno & il grande incubo       | 883                 | 8                     | 9                | [ 1 ]               |
| 24 agosto    | 30 agosto    | La donna il sogno & il grande incubo       | 883                 | 8                     | 9                | [ 1 ]               |
| 31 agosto    | 6 settembre  | La donna il sogno & il grande incubo       | 883                 | 8                     | 9                | [ 1 ] [ 11 ]        |
| 7 settembre  | 13 settembre | Prendilo tu questo frutto amaro            | Antonello Venditti  | 2                     | 3                | [ 1 ] [ 11 ] [ 12 ] |
| 14 settembre | 20 settembre | Prendilo tu questo frutto amaro            | Antonello Venditti  | 2                     | 3                | [ 1 ] [ 12 ]        |
| 21 settembre | 27 settembre | Buon compleanno Elvis                      | Ligabue             | 1                     | 1                | [ 1 ] [ 12 ]        |
| 28 settembre | 4 ottobre    | Io sono qui                                | Claudio Baglioni    | 2                     | 4                | [ 1 ] [ 13 ]        |
| 5 ottobre    | 11 ottobre   | Io sono qui                                | Claudio Baglioni    | 2                     | 4                | [ 1 ] [ 13 ]        |
| 12 ottobre   | 18 ottobre   | MONDO world welt monde                     | Luca Carboni        | 1                     | 1                | [ 1 ]               |
| 19 ottobre   | 25 ottobre   | Io sono qui                                | Claudio Baglioni    | 2                     | 4                | [ 1 ]               |
| 26 ottobre   | 1º novembre  | Io sono qui                                | Claudio Baglioni    | 2                     | 4                | [ 1 ] [ 14 ]        |
| 2 novembre   | 8 novembre   | Made in Heaven                             | Queen               | 5                     | 7                | [ 1 ] [ 14 ]        |
| 9 novembre   | 15 novembre  | Made in Heaven                             | Queen               | 5                     | 7                | [ 1 ]               |
| 16 novembre  | 22 novembre  | Made in Heaven                             | Queen               | 5                     | 7                | [ 1 ] [ 15 ]        |
| 23 novembre  | 29 novembre  | Made in Heaven                             | Queen               | 5                     | 7                | [ 1 ]               |
| 30 novembre  | 6 dicembre   | Made in Heaven                             | Queen               | 5                     | 7                | [ 16 ]              |
| 7 dicembre   | 13 dicembre  | Something to Remember                      | Madonna             | 1                     | 3                | [ 1 ] [ 17 ]        |
| 14 dicembre  | 20 dicembre  | Made in Heaven                             | Queen               | 2                     | 7                | [ 1 ] [ 18 ]        |
| 21 dicembre  | 27 dicembre  | Made in Heaven                             | Queen               | 2                     | 7                | [ 1 ]               |